# Mount Washington, Massachusetts

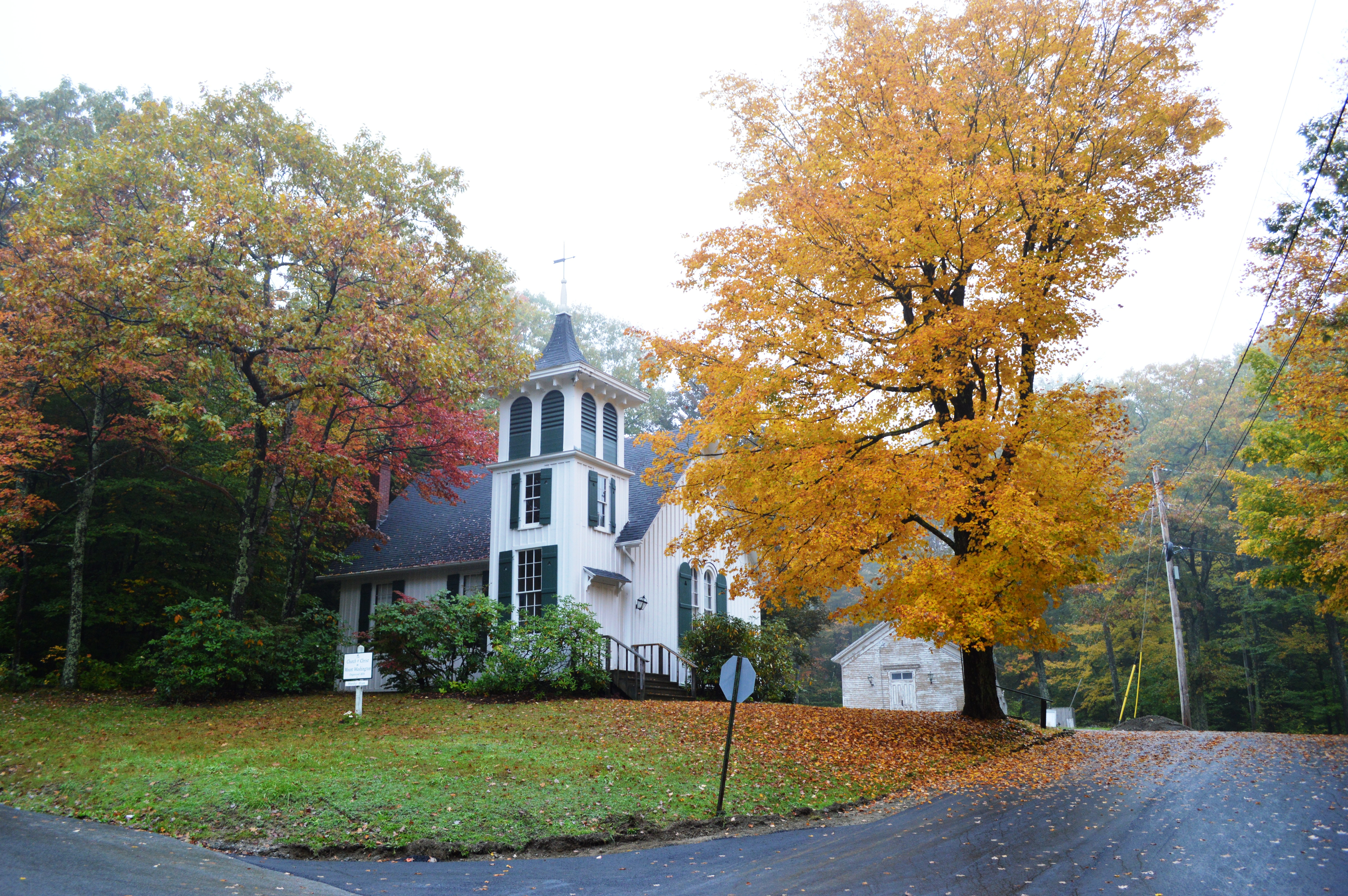

Mount Washington är en kommun (town) i Berkshire County i delstaten Massachusetts, USA. Vid folkräkningen år 2000 bodde 130 personer på orten. Den har enligt United States Census Bureau en area på totalt 57,9 km² varav 0,4 km² är vatten.